# Sink the Pink
«Sink the Pink» es una canción y un sencillo de la banda australiana de hard rock AC/DC. Apareció en sus álbumes de estudio Fly on the Wall, de 1985, y Who Made Who, en 1986, y fue escrita por Angus Young y Malcolm Young.

## Video musical
El video musical comienza con AC/DC tocando en un pequeño escenario mientras llega al lugar una mujer totalmente vestida de rosa a bordo de un auto también color rosa, la cual ingresa al lugar y juega al billar contra un hombre que se encontraba en el lugar.
Al momento del solo de Angus Young, la mujer deja de jugar y comienza a bailar mientras la banda continúa tocando.
En el video de la canción hay un defecto de continuidad leve, donde la mujer de rosa golpea la misma bola de billar  N º 6 dos veces.

## Estilo
La canción es reconocible por su ritmo implacable y coros de estilo pandillero. Esta canción y Shake Your Foundations fueron los dos hits de este álbum, por lo que se incluyeron en el álbum Who Made Who.

## Lista de canciones
Todas las letras escritas por Angus Young y Malcom Young, toda la música compuesta por AC/DC. 
| Lanzamiento promocional |        |          |  |
| N.º                     | Título | Duración |  |

## Personal
- Brian Johnson – voz
- Angus Young – guitarra
- Malcolm Young – guitarra rítmica
- Cliff Williams – bajo
- Simon Wright – batería